# 圣佩德罗德拉塔尔塞
圣佩德罗德拉塔尔塞，是西班牙卡斯蒂利亚-莱昂巴利亚多利德省的一个市镇。总面积44平方公里，总人口637人（2001年），人口密度14人/平方公里。